# Reepschnur

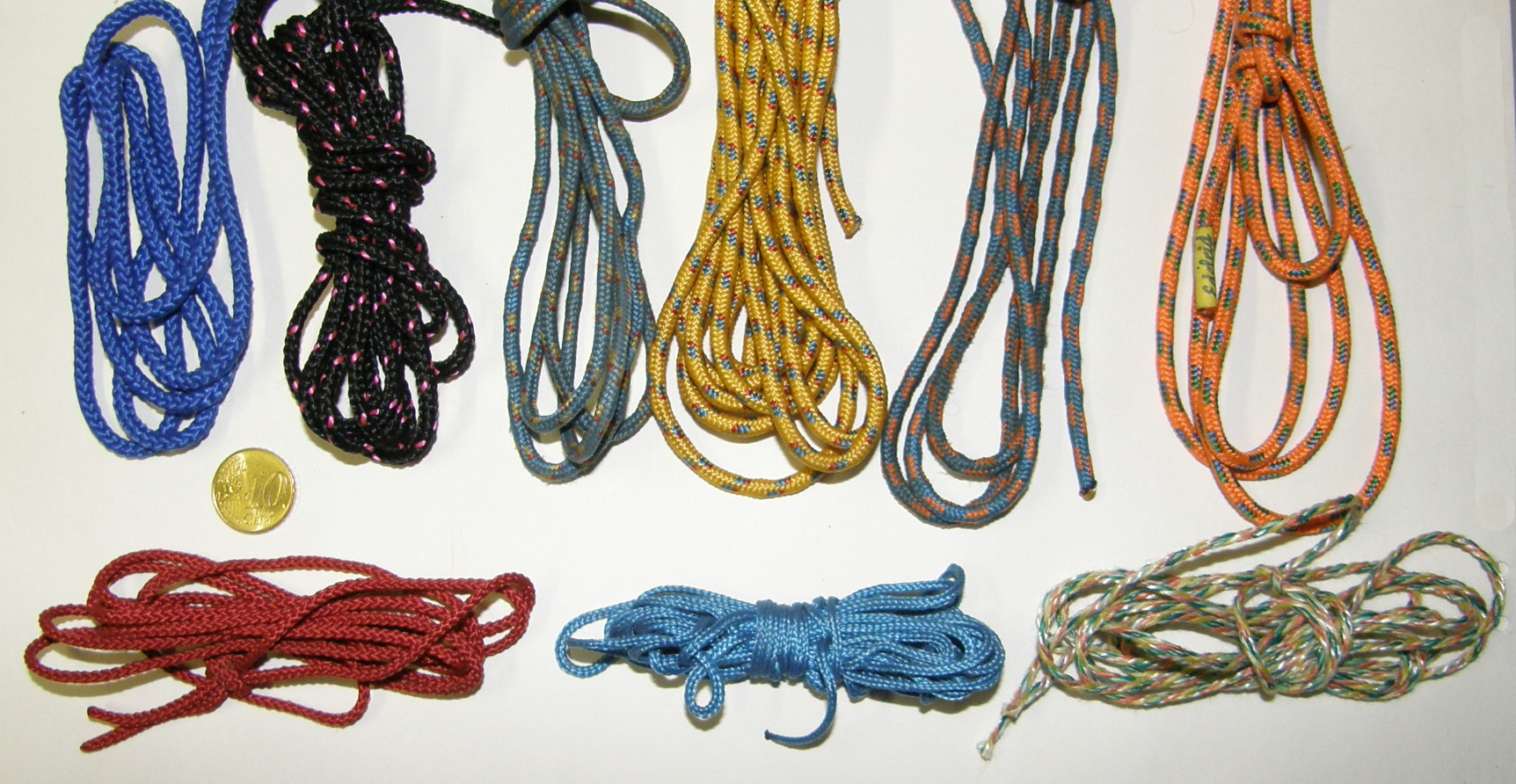
Reepschnüre 4 mm, unten: geflochtene Bändselschnüre 3 mm, 2 mm und Bindfaden 1,5 mm

Reepschnur ist ein statisches – d. h. dehnungsarmes – Seil mit geringem Durchmesser (4–8 mm). Der Name stammt von Reep, was in der Seefahrt ein Tau oder eine Trosse bezeichnet. Als Bestandteil von persönlicher Schutzausrüstung unterliegt sie der EU-Norm EN 564. Schnüre mit kleinerem Durchmesser unterliegen keiner Norm.

## Eigenschaften
Reepschnüre bestehen im Kern aus modernen hochfesten Fasern wie Polyamid 6.6, Aramid oder Ultra-High-Molecular-Weight-Polyethylen. Für den Mantel kommt meist Polyamid zum Einsatz.
Die Bruchkraft ist von der EU-Norm EN 564 vorgeschrieben:
Bruchkraft in kN = (Durchmesser in mm)² ÷ 5.
Schnüre mit 4 mm Durchmesser müssen demnach eine Mindestbruchkraft von 3,2 kN aufweisen. Durch Knoten wird diese Festigkeit um 20 bis 50 Prozent reduziert (je nach Knoten).

## Anwendung
Reepschnüre werden beim Klettern verwendet:
- zum Standplatzbau
- als Prusikschlinge zum Aufstieg und zur Eigensicherung beim Abseilen
- als Sanduhrschlingen zur Zwischensicherung
- als Trittschlinge bei der Spaltenbergung
- in Sandsteinklettergebieten als Knotenschlinge zur Zwischensicherung
- bei Flaschenzügen zur Befestigung der Seilrollen.

Reepschnüre werden oft zur Rundschlinge verknotet, beispielsweise als Hilfsmittel zum Aufstieg am Seil bei der Spaltenbergung (Prusikschlinge).
Verbunden werden sie in Abhängigkeit von der Belastungsart und dem verwendeten Material mit
- einem doppelten oder dreifachen Spierenstich
- einem Sackstich oder
- einem Paketknoten.

### Anwendungsfehler
Reepschnüre sind wie jedes andere statische Seil als Absturzsicherung ungeeignet. Ein Fangstoß muss nämlich dynamisch, d. h. mit Dehnung, aufgenommen werden, anderenfalls kann der Ruck schwerste Verletzungen verursachen.
Keinesfalls darf ein Seil zum Ablassen durch eine Reepschnur geführt werden. Die Reibungswärme würde bereits nach wenigen Meter zur Schmelzverbrennung führen.